# Macronotops vuilleti
Macronotops vuilleti är en skalbaggsart som beskrevs av Thierry Bourgoin 1916. Macronotops vuilleti ingår i släktet Macronotops och familjen Cetoniidae. Utöver nominatformen finns också underarten M. v. olivaceofusca.